# Fecho convexo inferior
Em matemática, o fecho convexo inferior {\displaystyle {\breve {f}}} de uma função {\displaystyle f} definida em um intervalo {\displaystyle [a,b]} é definido em cada ponto do intervalo como o supremo de todas as funções convexas que se encontram sob essa função, isto é,
{\displaystyle f(x)=\sup\{g(x)\mid g\ \mathrm {\acute {e}} {\text{ convexa e }}g\leq f{\text{ em }}[a,b]\}.}